# Raión de Ilovliá
El raión de Ilovliá (ruso: Иловли́нский райо́н) es un distrito administrativo y municipal (raión) ruso perteneciente a la óblast de Volgogrado. Se ubica en el centro de la óblast. Su capital es Ilovliá.
En 2021, el raión tenía una población de 32 164 habitantes.
El raión comprende un conjunto de áreas, principalmente rurales, ubicadas entre las ciudades de Volgogrado, Kalach del Don y Frólovo. El río Don atraviesa de norte a sur la mitad occidental del raión, formando dos grandes espacios naturales protegidos. En uno de esos espacios naturales tiene lugar la desembocadura del río Ilovliá, cuyo curso bajo atraviesa el raión desde su entrada por el noreste hasta su desembocadura en el centro-sur.

## Subdivisiones
Comprende el asentamiento de tipo urbano de Ilovliá (la capital) y 51 localidades rurales. De estas últimas, dos son pedanías del ayuntamiento urbano de la capital distrital, y las restantes 49 se agrupan en los siguientes trece asentamientos rurales:
- Avílov
- Aleksándrovka
- Bolshaya Ivánovka
- Kachálino
- Kondrashi
- Krasnodonski
- Log
- Medvédev
- Novogrigóryevskaya
- Ozerkí
- Sirotínskaya
- Triójostrovskaya
- Shiriáyevski